# Hanumanthapura, Jagalur
Hanumanthapura là một làng thuộc tehsil Jagalur, huyện Davanagere, bang Karnataka, Ấn Độ.